# Savspettar
Savspettar (Sphyrapicus) är ett litet släkte med fåglar i familjen hackspettar inom ordningen hackspettartade fåglar som förekommer i Nordamerika. Släktet savspettar omfattar fyra arter:
- Svartryggig savspett (S. thyroideus)
- Gulbröstad savspett (S. varius)
- Rödnackad savspett (S. nuchalis)
- Rödhuvad savspett (S. ruber)